# Praça Pôr do Sol
A Praça Coronel Custódio Fernandes Pinheiros, conhecida principalmente como Praça Pôr do Sol, é uma praça localizada no bairro de Alto de Pinheiros, São Paulo. É uma atração turística para observar o pôr do sol.
A praça pública começou a ter horário de funcionamento restrito em 2020, tendo portões de entrada e sendo rodeada por grades.